# 全有界空間
位相幾何学および関連する数学の分野において、全有界空間（ぜんゆうかいくうかん、英: totally bounded space）とは、任意の固定された「大きさ」（但し「大きさ」の意味する所は文脈によって異なる）の有限個の部分集合によって覆うことの出来る空間のことを言う。その大きさがより小さく固定される程、覆うためにはより多くの部分集合が必要となるが、どのような大きさであっても必ず有限個の部分集合によって覆うことが出来る。関連する概念として、空間内のある部分集合のみが覆われる場合の全有界集合（totally bounded set）がある。全有界空間の全ての部分集合は、全有界集合である。しかし、たとえ空間が全有界でなくとも、その部分集合の幾つかは全有界であることがあり得る。
しばしばプレコンパクト（precompact）という語も同様の意味で用いられる。しかしプレコンパクトは相対コンパクトの意味でも用いられる。完備距離空間においてそれらの意味は一致するが、一般には同一のものではない。詳しくは後述の「選択公理の使用」の節を参照されたい。

## 距離空間に対する定義
距離空間 {\displaystyle (M,d)} が全有界（totally bounded）であるための必要十分条件は、全ての実数 {\displaystyle \epsilon >0} に対して、{\displaystyle M} 内に半径 {\displaystyle \epsilon >0} の開球の有限個の集まりでその合併が {\displaystyle M} を覆う様なものが存在することである。また同値であるが、距離空間 {\displaystyle M} が全有界であるための必要十分条件は、全ての {\displaystyle \epsilon >0} に対して、各元の半径が高々 {\displaystyle \epsilon } であるような有限被覆が存在することである。これは有限 ε-ネットの存在と同値である。
全有界空間は（有限個の有界集合の合併は有界なので）有界である。しかしその逆は一般には成り立たない。例えば、離散距離を備える無限集合は有界であるが、全有界ではない。
M をユークリッド空間とし、d をユークリッド距離とするとき、（部分空間位相を伴う）部分集合が全有界であるための必要十分条件は、それが有界であることである。

## その他の文脈における定義
一般の論理形式での定義は次のようになる：ある空間 X の部分集合 S が全有界集合であるための必要十分条件は、与えられた任意の大きさ E に対し、ある自然数 n と、それぞれの大きさが E 以下であるような X の部分集合の族 A1, A2, ..., An が存在して、S はその族の合併に含まれる（すなわち、その族は S の有限被覆）ことである。これを数学記号で表すと、次のようになる：
{\displaystyle \forall {E}\;\exists {n\in \mathbb {N} }\;,{A_{1},A_{2},\ldots ,A_{n}\subseteq X}\left(S\subseteq \bigcup _{i=1}^{n}A_{i}\;{\mbox{ and }}\;\forall {i=1,\ldots ,n}\;\mathrm {size} (A_{i})\leq E\right).\!}
空間 X が全有界空間であるための必要十分条件は、自身の部分集合と見なしたときに X が全有界集合であることである（全有界空間を直接定義することも出来る。この場合、ある集合が全有界であるための必要十分条件は、それを部分空間と見なすと全有界空間となっていることである）。
ここでの語「空間」や「大きさ」は曖昧なものであり、様々な方法によってそれらはより正確なものとされる：
ある距離空間 X の部分集合 S が全有界であるための必要十分条件は、任意の正の実数 E が与えられたとき、各直径が E 以下であるような X の部分集合による S の有限被覆が存在することを言う（但し、ここでの「大きさ」は正の実数で、部分集合の大きさが E であるとは、その直径が E 以下であることを言う）。また同値であるが、S が全有界であるための必要十分条件は、上述のように与えられる任意の E に対して、各点を中心とする半径 E の球の合併が S を含むような X の元 a1, a2, ..., an が存在することである。
位相ベクトル空間、あるいはより一般に位相アーベル群 X の部分集合 S が全有界であるための必要十分条件は、X の単位（ゼロ）元の任意の近傍 E が与えられたとき、各々が E の部分集合の平行移動であるような X の部分集合の有限被覆によって S が覆われることを言う（但し、ここでの「大きさ」は単位元の近傍で、部分集合の大きさが E であるとは、それが E の部分集合の平行移動であることを言う）。また同値であるが、S が全有界であるための必要十分条件は、上述のように与えられる任意の E に対して、各点による E の平行移動の合併に S が含まれるような X の元 a1, a2, ..., an が存在することである。
ある位相群 X が左全有界（left-totally bounded）であるための必要十分条件は、「左」平行移動について上述の位相アーベル群に対する全有界の定義を満たすことである。すなわち、E + ai の代わりに aiE を用いる。また X が右全有界（right-totally bounded）であるための必要十分条件は、それが「右」平行移動について上述の位相アーベル群に対する全有界の定義を満たすことである。すなわち、E + ai の代わりに Eai を用いる（但し、ここでの「大きさ」は単位元の近傍であることは明らかであるが、ある集合が与えられた大きさであるかに関しては二つの概念が存在する。すなわち、左平行移動に基づく概念と、右平行移動に基づく概念である）。
上述の定義の一般化として、ある一様空間 X の部分集合 S が全有界であるための必要十分条件は、X 内の与えられた任意の近縁 E に対して、各デカルト平方が E の部分集合であるような X の部分集合の有限被覆によって S が覆われることである（但し、ここでの「大きさ」は近縁で、部分集合の大きさが E であるとはそのデカルト平方が E の部分集合であることである）。また同値であるが、S が全有界であるための必要十分条件は、上述のように与えられた任意の E に対して、合併が S を含むような X の部分集合の族 A1, A2, ..., An が存在し、さらに X の二つの元 x と y がいずれも同じ集合 Ai に属するなら、(x,y) は E に属することである（したがって x と y は E によって測ると、近くにある）。
以上の定義はさらに、コンパクト性とコーシー完備化の概念を持つ任意の空間の圏へと拡張することも出来る。すなわち、ある空間が全有界であるとは、その完備化がコンパクトであることである。

## 例と例外
- 実数直線、あるいはより一般の（有限次元）ユークリッド空間の部分集合が全有界であるための必要十分条件は、それが有界であることである。これはアルキメデスの性質より従う。
- ヒルベルト空間、あるいはより一般のバナッハ空間内の単位球が全有界であるための必要十分条件は、その空間の次元が有限であることである。
- 全有界の概念が定義されているなら、すべてのコンパクト集合は全有界である。
- すべての全有界距離空間は有界である。しかしすべての有界距離空間が全有界であるという訳ではない[2]。
- 完備距離空間の部分集合が全有界であるための必要十分条件は、それが相対コンパクト（すなわち、閉包がコンパクト）であることである。
- 弱位相を備える局所凸空間において、プレコンパクトな集合は有界である。
- ある距離空間が可分であるための必要十分条件は、それがある全有界距離空間と位相同型であることである[2]。
- 離散距離（任意の異なる点の間の距離は 1）を備える無限距離空間は、有界であるが、全有界ではない。

## コンパクト性と完備性の関係
全有界性とコンパクト性の間には、次の良い関係が存在する：
すべてのコンパクト距離空間は、全有界である。
一様空間がコンパクトであるための必要十分条件は、それが全有界であって、コーシー完備であることである。これはユークリッド空間から任意の空間へのハイネ・ボレルの被覆定理の一般化と見なされる：その場合、有界性を全有界性に（そして閉性を完備性に）代える必要がある。
全有界性とコーシー完備化の間には相互補完的な関係がある。すなわち、ある一様空間が全有界であるための必要十分条件は、そのコーシー完備化が全有界であることである（これは、ユークリッド空間においてある集合が有界であることと、その閉包が有界であることは同値という事実に対応する）。
これらの定理を組み合わせて、ある一様空間が全有界であるための必要十分条件は、その完備化がコンパクトであること、ということが分かる。これは全有界性の代替的な定義となる。あるいは、全有界性とは異なる定義が使われるが、プレコンパクト性の定義とされることもある。すると、ある空間が全有界であるための必要十分条件は、それがプレコンパクトであること、という定理が得られる（この方法で定義を分けることは、選択公理が無い場合に有用となる。次節参照）。

## 選択公理の使用
上述の様な全有界性は、部分的には選択公理に依るものである。選択公理が無い場合、全有界性とプレコンパクト性は区別されなければならない。すなわち、全有界性は初等的な用語で定義出来るが、プレコンパクト性はコンパクト性とコーシー完備化の観点から定義される。全てのプレコンパクト空間は全有界である、すなわち、ある空間の完備化がコンパクトであるならその空間は全有界であるということは、選択公理を要さずに証明できる。しかし、全ての全有界空間がプレコンパクトであるということは、選択公理が無い場合には証明できない。すなわち、選択公理が無い場合には、ある全有界空間の完備化はコンパクトとならないこともあり得る（そのような全有界空間を持つZF集合論のモデルが存在する）。